# アバフェルディ蒸溜所
アバフェルディ蒸溜所（アバフェルディじょうりゅうじょ、英語: Aberfeldy Distillery）は、スコットランドのハイランドにあるスコッチ・ウイスキーの蒸留所である。ブレンデッド・ウイスキーの銘柄であるデュワーズのキーモルトとして知られている。

## 歴史
アバフェルディ蒸溜所は1896年にジョン・デュワー&サンズ社によって創業された。アバフェルディはゲール語で「パルドックの河口」を意味し、キリスト教の伝道者の名に由来する。場所はパース・アンド・キンロスのテイ川流域地域であるアバフェルディ村である。当時同社の拠点が置かれていたパースとの間に鉄道路線があったことや、付近にピティリー川があるため良質の仕込み水を得られることが蒸留所建設の決め手になった。また、ジョン・デュワーの父の出身がこの付近であったという。創業の背景には、1895年頃のスコットランドではウイスキーづくりへの投資が盛んに行われており、多くのブレンダーが原酒確保のために蒸留所の建設を推し進めていたことがある。ジョン・デュワーもその例に漏れずであるデュワーズの原酒を確保するためにアバフェルディの設立し、、 2年後の1898年にウイスキーづくりを開始した。
1925年にディスティラーズ・カンパニーの傘下になり、1930年にはスコティッシュ・モルト・ディスティラーズ社へ移管された。フロアモルティングはスコティッシュ・モルト・ディスティラーズ社時代の1960年代末から1970年代初頭に廃止されており、1972 – 1973年にかけて蒸留器の増設や建物の建て替えなどの大規模な設備更新が行われた。1998年にバカルディに売却された。この際、デュワーズのブランドとアバフェルディだけでなく、オルトモア蒸溜所、クライゲラキ蒸溜所、ロイヤルブラックラ蒸溜所も合わせて売却されている。

## 製造
年間生産能力は340万リットルである。
フロアモルティングはスコティッシュ・モルト・ディスティラーズ社時代の1972年に廃止された。仕込みに使う麦芽は1回あたり7.5トンである。仕込み水には蒸留所近隣のピティリー川の水を利用している。金属成分豊富な火成岩から湧き出た硬水である。廃水は化学処理を施してテイ川に放流している
ウォッシュバック（発酵槽）はカラマツ製が8基、ステンレス製が3基の合計11基である。アバフェルディ特有の蜂蜜のような風味は長時間の発酵によるものであるという。ポットスチルは大型のストレートヘッド型で、初留器が2基、再留器が2基の合計4基である。

## 製品
デュワーズのキーモルトとして知られている

### 使用されているブレンデッドウイスキー
- デュワーズ[1]
- ブラック&ホワイト（英語版）[17]

## 見学
観光客の受け入れに積極的であり、1998年にアバフェルディを買収したバカルディ社は200万ポンドを投じてビジターセンターを整備し、「デュワーズ・ワールド・オブ・ウイスキー」という博物館を設立した。デュワーズはアメリカ市場で人気が高いことからアメリカ人観光客が多く、2021年時点では年間4万人が訪れる。

## 評価
評論家の土屋守はアバフェルディの風味を「まろやかで飲みやすく、ナッツやフルーツのような風味を持った、ハンサムな食後酒。ソフトでマイルドな南ハイランドモルトの典型」と評している。評論家のマイケル・ジャクソンは「しっかりとして、オイリーで、すっきりとフルーティ。勢いがある」と評している